# چیوانو
چیوانو (به لاتین: Chivaúlo) یک منطقهٔ مسکونی در آنگولا است که در آندولو، آنگولا واقع شده‌است.